# Atlantismo

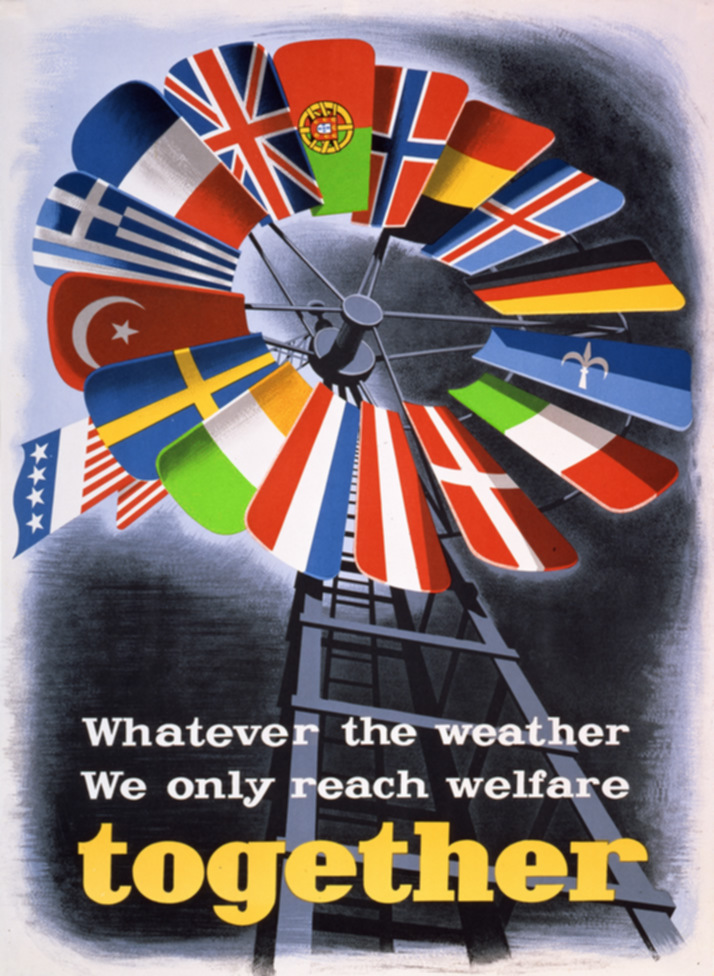
Póster del gobierno Estados Unidos que influyó en la unión de Europa con la América Anglosajona, después de la Segunda Guerra Mundial en el contexto de la Guerra Fría (aliados del bloque capitalista).

Atlantismo es un término utilizado para referirse a la creencia o apoyo de una estrecha relación entre la América Anglosajona y Europa con respecto a cuestiones políticas, económicas y de defensa, con la creencia de que mantendrá la seguridad y la prosperidad de los países participantes y protegerá la percepción de los valores que los unen. El término deriva del Océano Atlántico que separa los dos continentes.
El término puede usarse de una manera más limitada para implicar apoyo a las alianzas militares del Atlántico Norte o de una manera más expansiva que implica una cooperación más amplia, valores percibidos profundamente compartidos, un sentido de comunidad y cierto grado de integración entre Estados Unidos, Canadá y Europa. En la práctica, la filosofía del atlantismo alienta la participación activa de la angloesfera, particularmente de los Estados Unidos, en Europa y la estrecha cooperación entre las dos orillas del océano. 
El atlantismo se manifestó con mayor fuerza durante la Segunda Guerra Mundial y después de la creación de varias instituciones euroatlánticas, sobre todo la OTAN y el Plan Marshall en el Bloque Occidental.
El atlantismo varía en intensidad de una región a otra y de un país a otro en función de una variedad de factores históricos y culturales. El atlantismo se considera a menudo particularmente fuerte en Europa occidental y central y en el Reino Unido (vinculado a la relación especial). Políticamente, ha tendido a asociarse de manera más fuerte y entusiasta, pero ciertamente no exclusivamente, con los liberales clásicos o la derecha política en Europa. El atlantismo a menudo implica una afinidad con la cultura estadounidense, así como con los lazos históricos entre los dos continentes.
Hay una cierta tensión entre atlanticismo y europeísmo en ambos lados del Atlántico, con algunas personas que hacen hincapié en una mayor cooperación o integración regional sobre la cooperación transatlántica.  Sin embargo, la relación entre el atlantismo y la integración norteamericana o europea es compleja y muchos comentaristas no la ven en oposición directa entre sí.

## Historia
Antes de las dos guerras mundiales, los países europeos occidentales estaban, en general, inmersos en la creación de imperios coloniales en África y Asia, y no en establecer relaciones con Norteamérica. De la misma manera, Estados Unidos estaba ocupado con sus intervenciones en América Latina, pero no tenía mucho interés en los asuntos de Europa, y Canadá aún tenía que consolidar una verdadera independencia del Imperio Británico en política exterior. 
El hecho de que los ejércitos americano y canadiense luchasen junto a Reino Unido, Francia y otros países europeos durante las guerras mundiales fue principalmente lo que cambió esta situación. A pesar de que EE. UU. (y en parte Canadá) adoptase una mayor posición de aislamiento durante el periodo de entreguerras, cuando tuvo lugar el desembarco de Normandía los aliados estaban bien integrados en todas las estrategias. La Carta del Atlántico de 1941, suscrita por Rooselvelt, como presidente de EE. UU. y Churchill, primer ministro británico, estableció los objetivos de los aliados en la posguerra, y fue adoptada más tarde por todos los aliados occidentales. Después de la Segunda Guerra Mundial, las potencias europeas occidentales estaban ansiosas por convencer a EE. UU. de que se mantuviese involucrado en los asuntos europeos, para así evitar un posible ataque de la Unión Soviética. Esto llevó al Tratado del Atlántico Norte en 1949, según el cual se creó la Organización del Tratado del Atlántico Norte (OTAN), la principal consecuencia institucional del Atlantismo, que obliga a todos los miembros a defenderse mutuamente, y propició el largo acuartelamiento de las tropas americanas y canadienses en Europa occidental. 
Después del final de la Guerra Fría, la relación entre Estados Unidos y Europa cambió notablemente y ambos bandos comenzaron a estar menos interesados en el otro. Sin la amenaza de la URSS dominando Europa, el continente dejó de ser una prioridad militar para EE. UU. e, igualmente, Europa dejó de tener necesidad de protección militar estadounidense. A raíz de ello, esta relación dejó de ser tan importante en el ámbito estratégico.
El atlantismo ha sufrido cambios significativos en el siglo 21 debido al terrorismo y la guerra de Irak, teniendo como consecuencia un planteamiento renovado dl concepto en sí mismo y la nueva percepción de que la seguridad de los respectivos países podría requerir una política de alianzas fuera del territorio del Atlántico Norte. Después de los ataques terroristas del 11 de septiembre de 2001, la OTAN aplicó por primera vez el artículo 5, que establece que cualquier ataque en un estado miembro será considerado como un ataque al conjunto total de miembros. Aviones de AWACS, la unidad multinacional de la OTAN, patrullaron el cielo estadounidense y algunos países europeos desplegaron personal y equipamiento. Sin embargo, la guerra de Irak agrietó la OTAN, y la gran diferencia de opiniones entre los que promovían la invasión, dirigidos por EE. UU. y los que se oponían, deterioró la alianza. Algunos comentaristas, como Robert Hagan, se plantearon si Europa y Estados Unidos habían discrepado hasta tal punto que la alianza ya no era relevante.